# خاناگ
خاناگ (به لاتین: Khanag) یک منطقهٔ مسکونی در روسیه است که در داغستان واقع شده‌است.